# Typhlacontias johnsonii
Typhlacontias johnsonii är en ödleart som beskrevs av  Andersson 1916. Typhlacontias johnsonii ingår i släktet Typhlacontias och familjen skinkar. Inga underarter finns listade i Catalogue of Life.